# Misgav
Le conseil régional de Misgav est un conseil régional du District nord d'Israël, situé en Galilée.
Ce conseil gère la vie de 27,421 personnes en 2016, et comprend 35 petites villes, principalement des localités communautaires, mais aussi plusieurs kibboutzim et de Moshavim. La population de 29 d'entre elles est principalement juives, et 6 sont bédouines. La région est connue pour la façon dont les communautés juives et non-juives vivent côte-à-côte.
La désignation administrative conseil régional n'implique pas que toutes les villes d'une certaine zone géographique contiguë lui appartienne. La plupart des villes arabes de la région ne font pas partie du conseil régional, et sont considérés comme conseils locaux. C'est le cas pour Karmiel, une ville qui se situe au cœur de la région de Misgav, mais qui n'appartient pas au conseil régional. La population de la ville de Karmiel est, à elle seule, deux fois plus importante que celle de l'ensemble du Conseil régional de Misgav.

## Population
Les 27,421 habitants gérés par le conseil régional se répartissent comme suit :
| Tranche d'age | Population en % |
| ------------- | --------------- |
| 0 – 4         | 9               |
| 5 – 9         | 11              |
| 10 – 14       | 11              |
| 15 – 19       | 10              |
| 20 – 29       | 13              |
| 30 – 44       | 18              |
| 45 – 59       | 18              |
| 60 – 64       | 4               |
| 65 –          | 5               |

## Lieux et communautés
Le conseil régional administre les moshavim, les kibbutzim, les villages arabes et autres localités rurales.
Les colonies varient considérablement dans leur caractère. Il y a des communautés religieuses, laïques et mixtes juifs, deux communautés arabes.

### Juif

#### Kibbutzim
| - Eshbal - Yahad | - Kishor - Lotem | - Moran - Pelekh | - Tuval |

#### Moshavim
- Ya'ad
- Yodfat

#### Villages communautaires
| - Atzmon - Avtalion - Eshhar - Gilon - Har Halutz - Hararit | - Harachim - Kamon - Koranit - Lavon - Ma'ale Tzviya | - Manof - Mikhmanim - Mitzpe Aviv - Moreshet - Rakefet | - Shekhanya - Shorashim - Tal El - Tzurit - Yuvalim |  |

### Bédouin
| - Arab al-Na'im - Dmeide | - Hussniyya | - Kamanneh - Ras al-Ein | - Sallama |